# Sceloporus shannonorum
Sceloporus shannonorum (колюча ігуана Шеннона) — вид ігуаноподібних ящірок родини фриносомових (Phrynosomatidae). Ендемік Мексики. Вид названий на честь американського герпетолога Фредеріка Альберта Шеннона.

## Поширення і екологія
Колючі ігуани Шеннона мешкають в горах Західної Сьєрра-Мадре, від центрального Дуранго до північного сходу Халіско. Вони живуть в сосново-дубово-ялицевих лісах, на висоті від 1860 до 2600 м над рівнем моря. Ведуть деревний спосіб життя, трапляються на стовбурах і гілках дубів.